# The Sims 4 Star Wars: Путешествие на Батуу
The Sims 4 Star Wars: Путешествие на Батуу (англ. The Sims 4 Star Wars: Journey to Batuu) – 9-й игровой набор к компьютерной игре The Sims 4. Её выход состоялся 8 сентября 2020 года на цифровой платформе Origin, а также в Steam и для игровых приставок PlayStation 4 и Xbox One. Для её запуска требуется наличие базовой игры The Sims 4.
Набор представляет собой кроссовер The Sims 4 и научно фантастической франшизы «Звёздные Войны», позволяя управляемому симу окунуться во вселенную «Звёздных Войн», попав на планету Батуу. Он должен примкнуть к одной из фракций и выполнять разные миссии. Дополнение разрабатывалось в рамках сотрудничества EA Games и Lucasfilm. Сам игровой мир является доскональной копией тематического парка «Звёздные войны: Край Галактики» в парке развлечений Диснейленда.
Анонс игрового набора сопровождался массовой гневной реакцией фанатов The Sims 4, обвинявших EA Games в игнорировании запросов игровой аудитории. Оценки набора игровыми обозревателями были смешанными. Критики заметили, что расширение чувствуется достаточно специфичным, оторванным от самой The Sims 4. Рецензенты похвалили игровой мир за внимание к деталям, но сравнили его с большими декорациями, практически без возможности там жить и взаимодействовать с пространством и его жителями. Критики похвалили набор за разнообразные миссии, но также указали и на ряд проблем, таких, как их повторяемость заданий или проблемы, связанные с падением потребностей персонажа.

## Игровой процесс
Игровой набор позволяет отправиться управляемому игроком симу из мира The Sims 4 на планету Батуу из вселенной «Звёздных Войн» во временном периоде последней трилогии. В местном поселении, Аванпосте Чёрного шпиля, помимо симов-людей, обитают разнообразные внеземные расы: Тви’леки, Абеднедонцы, Битхи, Мириалане, Забраки, Викуэи и Дроиды. Батуу является не жилым миром, а технически огромным участком для посещения, однако там есть жилая база, позволяющая удовлетворять базовые потребности и оставаться на неограниченное время. Сам аванпост на момент начала игры страдает от гнёта «Первого ордена» – преемника Галактической Империи, в чей состав входят ситхи, представители имперской армии, в том числе штурмовики. Ему противостоит повстанческая организация «Сопротивление», в чей состав входят также джедаи. В городе также свою активность ведут «Мерзавцы» – местная криминальная группировка. Каждая из 3 фракций стремится заполучить полный контроль над городом.
Управляемый сим, попавший на аванпост, должен выполнять разные задания, чтобы получать кредиты, местную денежную валюту. Самый простой способ – собирать в окрестностях и сдавать металлолом. Также сим может примкнуть к одной из 2 враждующих фракций: «Первому ордену» или «Сопротивлению». Участие на одной из сторон предполагает вооружённую борьбу с участниками противоположной фракции. Пребывание во фракции открывает доступ к особым миссиям, при этом их характер разнится: миссии в составе «Первого ордена» связаны с патрулированием улиц в поисках доказательств скрытого сопротивления. Персонаж начинает работать штурмовиком и стрелять по повстанцам из бластера. Миссии «Сопротивления» подразумевают работу в условиях секретности и тайные операции. Помимо прочего, участие во фракции и успешное выполнение заданий связаны с развитием репутации персонажа. Повышение статуса работает только для той фракции, к которой присоединился персонаж. Он автоматически превращается во врага для противоположной стороны. Фракция местных контрабандистов «Мерзавцев» нейтральна, и персонаж может всегда с ними сотрудничать и выполнять их задания, чтобы заработать дополнительные кредиты. Игровой персонаж играет ключевую роль в победе одной из сторон. По мере прохождения игрок может познакомиться с персонажами-камео из «Звёздных Войн» — с Рей, Кайло Реном, Хондо Онакой (англ. Hondo Ohnaka), Ви Моради (англ. Vi Moradi) или лейтенантом Агноном (англ. Lieutenant Agnon). Помимо основных миссий, связанных с участием в одной из трёх фракций, игрок может выполнять побочные задания.
Игровой набор вводит сражения на световых мечах, которые можно собрать и смастерить из деталей, чтобы затем принимать участие в дуэлях. Помимо прочего, расширение за кредиты позволяет приобрести личного дроида, в том числе серии R или BB, который может выступать помощником на миссиях, его также можно забрать в родной мир. В расширении также имеется транспорт – космические корабли, среди которых, например, Тысячелетний сокол. «Путешествие на Батуу» также добавляет коллекцию тематических костюмов, декораций и предметов, которыми игрок может оформить жилые или общественные участки в других мирах The Sims 4.

## Создание
Игровой набор был создан в рамках сотрудничества команды разработчиков The Sims с компаниями Lucasfilm и Disney. При этом «Путешествие на Батуу» – не первое расширение во франшизе, созданное в рамках сотрудничества с брендом. Например, в 2007 году Maxis выпустила каталог к The Sims 2 – «The Sims 2: H&M Fashion Stuff» в рамках сотрудничества с домом моды H&M. Раннее Electronic Arts приобрела эксклюзивные права на выпуск игр по вселенной Звёздных Воин, а в саму The Sims 4 вместе с несколькими бесплатными обновлениями годами раннее были добавлены коллекции тематической одежды и предметов из «Звёздных Воин».

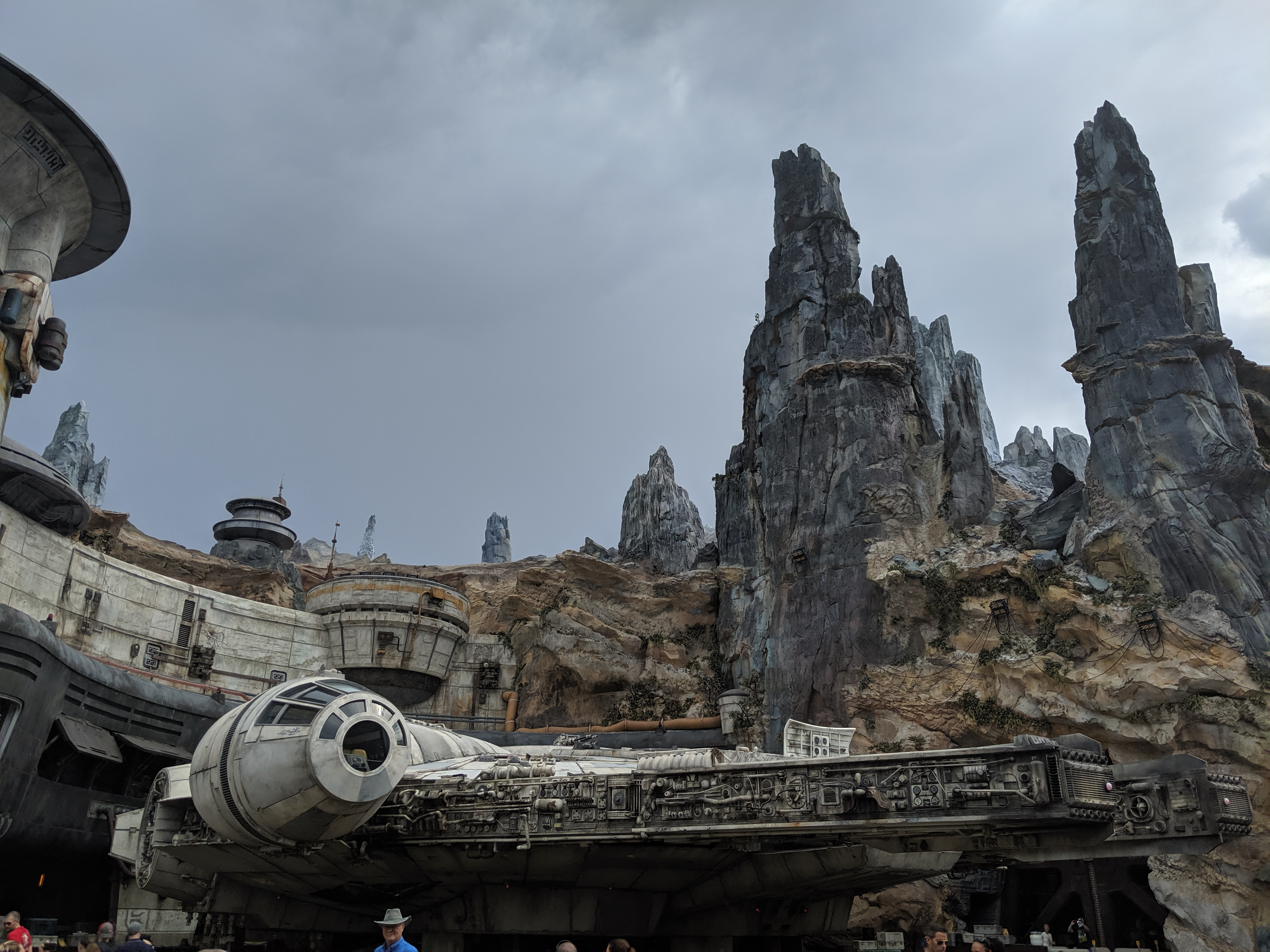
Игровой мир был создан по образу тематического района в Диснейленде

Решение конкретно связать тему набора со «Звёздными Войнами» разработчики объяснили тем, что многие в составе команды сами являются фанатами данной франшизы, а также тем, что множество поклонников имеется и среди игроков The Sims. Разработчики также заметили, что им понравилась идея перенести опыт нелинейной игры с возможностью самовыражения в данную вселенную. Свой комментарий также дал Дуглас Райли, вице-президент Lucasfilm Games, заметивший, что «Путешествие на Батуу» создавалась в том числе и для того, чтобы привлечь во франшизу The Sims 4 верных поклонников «Звёздных Войн».
При создании «Путешествие на Батуу» разработчики «Maxis» тесно сотрудничали с работниками студии Lucasfilm при написании сценария к разным миссиям. При этом сюжетные линии создавались с уклоном на иронию. Сотрудники Disney Parks также предоставляли разработчикам разные материалы. Городок на вымышленной планете Батуу является фактически доскональной цифровой копией тематического парка «Звёздные войны: Край Галактики» в парке развлечений Диснейленда в городе Анахайм, Калифорнии, США. Игровой набор является частью обширной рекламной кампании тематического парка, в рамках которой, начиная с 2019 года, начала выпускаться серия мерчендайза и произведений с основным действием в Аванпосте Чёрного Шпиля на Батуу. Действующим лицом в таких произведениях выступает голубоволосая повстанка Ви Моради, которая также играет ключевую роль в сюжете дополнения к The Sims 4 и присутствует на постере. Перед началом работы над вымышленным городком команда художников и дизайнеров в течение 3 дней изучала тематический парк, его детали, скалистые ландшафты, реакцию посетителей в тех или иных участках парка. Разработчики хотели создать аутентичное место и пришли к выводу, что копирование парка Galaxy’s Edge было наилучшим решением. В том числе разработчики изучали звуковые эффекты внутри парка, чтобы затем максимально достоверно передать их в игре. Они также изучали несколько комиксов с основным местом действия в Батуу. В игру также было добавлено множество пасхальных яиц.
«Путешествие на Батуу» относится к типу «сюжетного игрового набора» – второму в линейке дополнений The Sims 4, первым был игровой набор «Стрейнджервиль» 2019 года. Разработчики заметили, что в своё время многим игрокам понравился данный игровой набор и идея следовать сюжетной линии, поэтому разработчики планировали создать ещё подобный набор, и их выбор пал на вселенную «Звёздный Войн». Ещё задолго до известия о выходе расширения разработчики выражали желание добавить в игру больше элементов современных трендов, в том числе и из «современного телевидения и средств массовой информации». Механика репутации аналогична механике статуса знаменитости в дополнении «Путь к Славе», где шкала дурной/идеальной репутации была заменена шкалой лояльности к «Ордену» или «Сопротивлению». Большая лояльность одной стороне по умолчанию повышает враждебность к другой и влияет на то, как будут реагировать принадлежащие к разным фракциям симы на управляемого персонажа. Участие в одной из 3 сторон также связано с уникальным игровым процессом. Например, в составе «Сопротивления» игрок должен действовать в условиях скрытности, заниматься шпионажем и подрывной деятельностью, работа на «Первый орден» подразумевает патрули, выслеживание и арест противников. Работа на «Негодяев» требует собирать припасы, нанимать членов экипажа и совершить ограбления.
Разработчикам было важно в том числе интегрировать игровой набор с повседневным геймплеем The Sims 4. Антонио Ромео, один из разработчиков, прокомментировал: «Кто не хочет драться на световых мечах со своими соседями по комнате, чтобы решить, кому в эту ночь мыть посуду?». Создатели заметили также, что «Путешествие на Батуу» стала первой игрой по мотивам «Звёздных Войн», предоставляющая столько свободы в выборе игрока.

## Анонс и выход
О предстоящем выходе неназванного игрового набора уже было известно в начале 2020 года. При этом разработчики ещё тогда намекнули, что тема набора будет связана с «чем-то, с чем франшиза ещё никогда не имела дела». Ещё тогда же шли слухи о том, что тема расширения должна была быть связана с путешествием во времени/научной фантастикой, эротической темой или даже казино. Ещё до официального анонса, в начале августа произошла утечка, а именно дизайн значка для игрового набора. После этого сообщество предполагало, что речь шла о горнолыжном курорте или инопланетном мире. Также были выстроены теории, что на значке изображён мир «Звёздных Войн», планеты Батуу или «Атлантиды».
Официальный анонс игрового набора «Путешествие на Батуу» состоялся на трансляции Gamescom, которая проводилась впервые в только в цифровом формате из-за пандемии Коронавируса. При этом игровой набор был анонсирован наряду с двумя другими играми от EA Games, созданными по вселенным «Звёздных Войн». Ожидаемый день выхода — 8 сентября 2020 года на цифровых платформах Origin, Steam, а также для игровых приставок Xbox One и PlayStation 4. 29 августа на Amazon стал доступен предварительный заказ изданий для Xbox и PlayStation, включающих игровой набор с базовой игрой. Редакция Gamereactor назвала «Путешествие на Батуу» самым большим сюрпризом на трансляции.
Выход игрового набора состоялся 8 сентября 2020 года для платформ Windows, Mac и игровых приставок PlayStation 4 и Xbox One

### Споры
Анонс сопровождался массовой гневной реакцией сообщества The Sims 4. Количество дизлайков трейлера на Youtube в 2 раза превысило количество лайков, сделав трейлер самым низко оценённым в серии The Sims. Характер претензий сводился к тому, что набор никак не отражал запросы игровой аудитории, не добавлял запрашиваемый игроками контент и выглядел чужеродным, оторванным от основной игры. При этом часть возмущённых игроков сама является фанатами «Звёздных Войн», но они не заинтересованы видеть её в The Sims 4, а, скорее, желали бы получить самостоятельную игру-симулятор по вселенной «Звёздных Войн», по аналогии The Sims Medieval. В Интернете в том числе стали звучать призывы бойкотировать расширение. Отрицательная реакция стала источником для создания ряда интернет-мемов и шуток. Реакция была настолько отрицательной, что некоторые игроки, обрадовавшиеся анонсу, жаловались на то, что боялись выразить своё мнение.
Редакция Digital Spy отдельно заметила, что если кроссовер со «Звёздными Войнами» никого не удивил бы в Fortnite, то вселенная франшизы The Sims всегда чувствовалась самобытной, и разочарование было связано, скорее, с решением разработчиков добавить в игру материал из чужого произведения вместо того, чтобы предложить научно фантастический мир по собственной вселенной. Редакция также вспомнила о раннее проведённом голосовании о нововведениях, которых игроки хотели бы больше или меньше всего видеть в The Sims 4, и «Звёздные Войны» заняла последнее место. Некоторые редакции назвали выпуск «Путешествие на Батуу» результатом попытки EA Games выжать максимальные доходы с эксклюзивных продаж игр по вселенным «Звёздных Войн» и доказательством того, на сколько EA оторвана от сообщества The Sims и неуважительно относится к его потребностям.
Часть редакций встала на защиту игрового набора. Например, представитель Thesixthaxis предупредил симеров не относиться к игре как к своей коллективной собственности и не забывать, что игроков могут интересовать разные вещи. Редакция The Gamer также упрекнула аудиторию в токсичности и заметила, что даже если «Путешествие на Батуу» не заинтересует большую часть поклонников The Sims, она имеет потенциал привлечь новых игроков – фанатов «Звёздных Войн», т.к. все имеющиеся игры по данной вселенной ограничивали игрока линейным прохождением.
После выхода предметом внимания СМИ стал факт того, что игровые персонажи не могут вступать в романтические отношения с ключевыми персонажами из Батуу, такими, как Ви Моради, Хондо Онака, Рей или Кайло Рен, в том числе игра делает невозможным развитие отношений между этими персонажами, несмотря на большую популярность шипперства Рей и Кайло среди фанатской аудитории Звёздных Войн. Хотя разработчики не давали ответа касательно вышеописанных ограничений, игровое сообщество предположило, что запрет наложило руководство Disney. Игроки начали искать способы обхода ограничений и работать над модами.

## Музыка и озвучивание

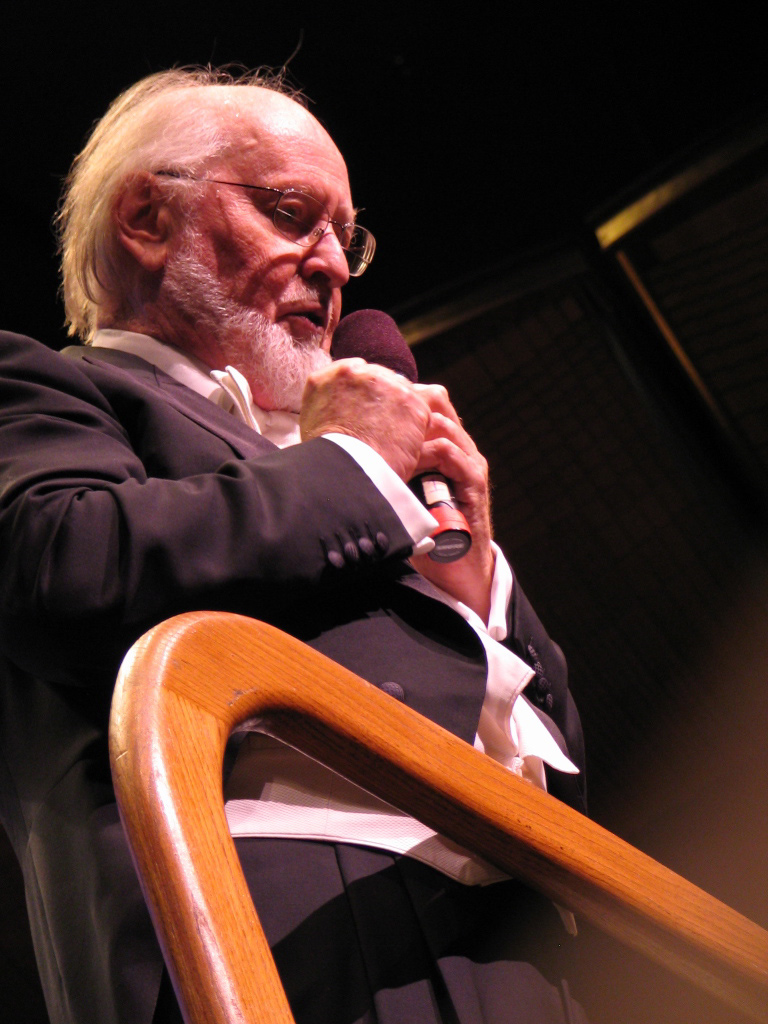
В игровом наборе звучит музыка Джона Уильямса

Неигровые персонажи Рей и Кайло обладают уникальными голосами, недоступными в CAS. Например, игроки оценивали речь Рей как смесь симлиша и британского акцента. Тем не менее, если добавить с помощью читов этих персонажей в семью, то при некоторых взаимодействиях их голоса будут пропадать из-за более ограниченного набора озвучки.
Вместе с игровым набором в The Sims 4 был добавлен ряд композиций, доступных вместе с радиостанциями «Радио Батуу» и Диджей R-3X.
| №   | Название                         | Автор(ы)                              | жанр/звучит в? | Длительность |
| --- | -------------------------------- | ------------------------------------- | -------------- | ------------ |
| 1.  | «Blue Milke Surprise»            | Адам Губман и Мэтью Вуд               | Диджей R-3X    | 2:12         |
| 2.  | «Batuu Boogie»                   | Chaka Mater Laka                      | Диджей R-3X    | 2:39         |
| 3.  | «Huttuk Cheeka»                  | Элем Задоуз                           | Диджей R-3X    | 2:20         |
| 4.  | «Modal Notes»                    | Figrin D'an and the Modal Nodes       | Диджей R-3X    | 2:44         |
| 5.  | «Doshka»                         | Mus Kat & Nalpak                      | Диджей R-3X    | 2:56         |
| 6.  | «Til the Spire»                  | Ори Каплан, Тамир Мускат              | Диджей R-3X    | 2:45         |
| 7.  | «Ti Lo Laka»                     | Бекерман Грин и Доуек                 | Радио Батуу    | 2:10         |
| 8.  | «Galma»                          | Гай Майзиг                            | Радио Батуу    | 1:58         |
| 9.  | «Marketplace»                    | Харлан Ходжес                         | Радио Батуу    | 2:44         |
| 10. | «Finale»                         | Джон Уильямс (аранжировка Горди Хаба) | Радио Батуу    | 2:26         |
| 11. | «Kylo Ren Arrives at the Battle» | Джон Уильямс (аранжировка Горди Хаба) | Радио Батуу    | 0:40         |
| 12. | «March of the Resistance»        | Джон Уильямс (аранжировка Горди Хаба) | Радио Батуу    | 0:32         |
| 13. | «Rey's Theme»                    | Джон Уильямс (аранжировка Горди Хаба) | Радио Батуу    | 1:17         |
| 14. | «Star Wars Main Theme»           | Джон Уильямс (аранжировка Горди Хаба) | Радио Батуу    | 0:49         |
| 15. | «Who Are You?»                   | Джон Уильямс (аранжировка Горди Хаба) | Радио Батуу    | 2:05         |
| 16. | «Victory on Ryloth»              | Кевин Кайнер                          | Радио Батуу    | 2:35         |
| 17. | «Mischievous»                    | Рэнди Кербер                          | Радио Батуу    | 3:21         |
| 18. | «Marketplace Hora»               | Рэнди Кербер                          | Радио Батуу    | 3:09         |

## Восприятие критикой
| Сводный рейтинг    | Сводный рейтинг |
| Агрегатор          | Оценка          |
| ------------------ | --------------- |
| Metacritic         | 70/100.         |
| Иноязычные издания |                 |
| Издание            | Оценка          |
| GamingTrend        | 95 %            |
| The Game Machine   | 8/10            |
| IGN                | 8/10            |
| DarkStation        | [ 46 ]          |
| Eurogamer          | 7/10            |
| Twinfinite         | [ 48 ]          |
| The Gamer          | [ 49 ]          |
| Screen Rant        | [ 50 ]          |

Игровые критики в целом дали смешанные отзывы игровому набору. Средняя оценка по версии агрегатора Metacritic составила 70 баллов из 100 возможных. Часть критиков заметили, что важную роль в восприятии игрового набора играет принадлежность игрока к фендому «Звёздных Войн». Будучи не её частью, игрок рискует разочароваться в расширении. В частности незнание вселенной может создать ряд проблем и путаницу в названиях. Одновременно множество спрятанных пасхальных яиц придётся по душе фанатам «ЗВ». Расширение также поможет лучше ознакомиться со вселенной и понравится игрокам, любящим погружение и элементы ролевой игры. Сам игровой набор справляется с задачей погружения игрока в новую вселенную, но и одновременно чувствуется очень изолированным от самой The Sims 4 и со своей крайней специфической эстетикой. Такая же проблема связана с игровыми наборами «В Поход» и «Приключения в Джунглях». Поэтому игрок, не заинтересованный в теме дополнения может без проблем проигнорировать его.
Часть критиков оставили восторженные отзывы, например Холли Хадспет с сайта Gaming Trend назвала «Путешествие на Батуу» именно тем, в чём так отчаянно нуждалась The Sims 4 долгое время. Она также заметила, что игровой набор либо влюбит в себя игрока, или же разочарует его. Симоне Рампацци с сайта The Games Mashine назвал представленный мир сделанным со страстью ко всемирно известной франшизе. Марко Еспосто, критик IGN признался, что игровой набор создан определённо для поклонников «Звёздных Войн» и обязательно сведёт их с ума, но и игроки, не знающие данной вселенной тоже найдут для себя много интересного. Критик Digital Dpy наоборот предупредил, что игроку, не знакомому с франшизой множество вещей окажутся совершенно непонятными.
Другая часть критиков оставили нейтральные или сдержанные отзывы. Например критик сайта Eurogamer заметил, что по духу игровой набор ближе всего приходится к The Sims 3: Мир приключений. «Путешествие в Батуу — это во всех отношениях место, созданное, чтобы быть туристическим местом, которое вы можете посетить в любое время, но также из которого вы можете также быстро сбежать без каких-либо угрызений совести после того, как вы испробовали всё, что он предлагает». Анна Коселке обозревательница оценила дополнение, как промежуточное между симулятором жизни и погружающей ролевой игрой. Отдельно критик заметила, что игроки, знакомые с саундтреком «Звёздных Войн» определённо оценят представленные мелодии. Сдержанный отзыв оставил представитель Screenrant, заметив что игра настолько сосредотачивается на выполнении миссий, что игнорирует основопологающую ценность The Sims 4 — а именно возможность жить в виртуальной песочнице. Помимо нескольких новых взаимодействий и объектов, игрок практически не может исследовать Батуу за пределами миссий: «Хотя Батуу в начале оставляет впечатление шумного нового мира, все инопланетные создания в игре — это просто симы в костюмах, которые появляются только после того, как игрок проведёт несколько минут в районе. Со временем Батуу начинает ощущаться буквально как тематический парк, а не как часть игры Sims 4». В целом складывается ощущение, что набору крайне не хватает контента. Критик Digital Dpy заметил, что хотя игровой набор по духу похож на «Стрейнджервиль», тот по крайне мере остаётся частью мира The Sims 4 и там можнo жить, «Путешествие на Батуу» чувствуется слишком оторванным и самодостаточным.

### Батуу
Оценка игрового мира была неоднозначной: Критики в целом назвали представленный игровой мир красивым, внимательным к мелким деталям и достоверно изображающим мир «Звёздный Войн». Критик IGN назвал центральную площадь Батуу самой впечатляющей, район первого ордена более городской и наполнен диктаторским и мрачным духом, а лесная локация наоборот чувствуется самой пустой. Рецензентка сайта Gaming Trend призналась, что после увиденного, очень захотела попасть в парк Диснейленда, послуживший прообразом для игрового мира. Представитель The Gamer сравнила представленные пейзажи с постапокалиптическим спимпанком. Тем не менее по мнению критиков город выглядит скорее как большая декорация или «пустой пейзаж». Рецензент The Gamer назвал городок, как большую декорацию главным разочаровывающим элементом игрового набора. Критик GamesRadar+ также выразила недовольство по поводу городка, заметив, что речь идёт о «масштабной франшизе с таким количеством красивых миров, а вместо этого мы получили виртуальный тур по „краю галактики“ с выбором некоторых фракций». Критик Screen Rant аналогично заметил, что детализированный мир будет удивлять игрока, но после дольшего пребывания там, данное чувство пройдёт и игрок поймёт, что находится в красивых декорациях. Отдельно критик раскритиковала городок за то, что крайняя нехватка участков усложняет удовлетворение базовых потребностей персонажа и это касается других NPC, в итоге «нередко можно увидеть уставших персонажей с нависшем вонючем облаком».

### Квесты
Оценка системы квестов также была смешанной. Тем не менее большинство критиков в целом оценили её.Критик сайта Gaming Trend назвала задания увлекательными и разнообразными, но при этом с возможностью завершить их в любой момент. Задания изобилуют множеством разных нюансов и требуют от игрового персонажа наличия хоть каких то базовых навыков. Таких квестов по мнению критика крайне не хватало The Sims 4. Критик IGN назвал систему заданий в целом снисходительной, позволяя практически без последствий перебегать из одной фракции в другую. Сами задания рецензент назвал «изысканными» и требующими отдачи от игрока. Представитель Eurogamer оценил факт того, что игровой персонаж может в любое время возвращаться в родной мир, таким образом делая игровой набор реиграбельным и позволяя оставаться в «компании джедаев и офицеров на неопределённый срок», потратив лишние пару часов, выполняя очередное задание на Батуу. Часть критиков оставили смешанные оценки, например Twinfinite заметила, что со временем миссии начинают выглядеть повторяющимися, а невозможность выполнять параллельно несколько миссий также стало упущениема. Представительница сайта Gaming Trend отдельно раскритиковала вынужденность постоянно наблюдать за экраном загрузки, так как часть заданий требуют постоянного перемещения между районами. Критик Screen Rant предупредил, что симу практически будет невозможно выполнить миссии без навыков, также он неизменно начнёт прибывать в скверном настроении из-за недостатка досуга, который городок напрочь не предоставляет. Разгромную оценку оставил критик Digital Spy, заметив, что The Sims 4 просто не предназначена для миссий, в итоге задания лишены чувства импульса и срочности, контрольный список целей, изображающийся, как маленькое окошко сбоку выглядит неуклюже, а поставленная цель порой настолько размыта, что игрок просто понятия не имеет, с объектом ему нужно взаимодействовать, а самим миссиям не хватает разнообразия.

### Предметы
Неоднозначную реакцию получила и коллекция представленных предметов и мебели. Часть критиков похвалили её, например рецензентка сайта Gaming Trend назвала проделанную работу «фантастической», а представленные костюмы и предметы великолепными в отличие от предыдущих пакетов расширений. Критик IGN оценил факт того, что некоторые атрибуты звёздных войн, начиная с тематической мебели, заканчивая световыми мечами и роботами можно использовать в базовых мирах The Sims 4. Рецензент Eurogamer назвал представленную коллекцию предметов хоть и интересной, но слишком специфичной, а также упрекнул за отсутствие спальной и ванной мебели. Критик Twinfinite выразила разочарование по поводу представленной одежды, а также факто того, что пришельцы — это обыкновенные симы в костюмах. Также разочарование по поводу «поддельных» инопланетян выразила и редакция Rock, Paper, Shotgun, отдельно возмущаясь по поводу недоделанных «скинов» пришельцев, охватывающих только голову, руки и ноги, не позволяя применять данные скины с более открытой одеждой.

## Комментарии
1. ↑  Выше перечисленные виды технически являются не «оккультными видами» а простыми персонажами в костюмах за исключением дроидов